# كريس كولي
كريس كولي (بالإنجليزية: Chris Cooley)‏ هو لاعب كرة قدم أمريكية أمريكي، ولد في 11 يوليو 1982 في باول في الولايات المتحدة.

## وصلات خارجية
- الموقع الرسمي
- كريس كولي على موقع مرجع كرة القدم المحترفة.كوم (الإنجليزية)
- كريس كولي على موقع IMDb (الإنجليزية)
- كريس كولي على موقع أول موفي (الإنجليزية)
- كريس كولي على موقع كينوبويسك (الروسية)